# Сульфатний чорний луг
Сульфатний чорний луг (СЧЛ) (рос. сульфатный черный щолок; англ. sulphate black liquor; нім. schwarze Sulphatkochlauge f) — тампонажна суміш на основі сульфатного чорного лугу (СЧЛ) і мінералізованої пластової води хлоркальцієвого типу, яка призначена для ізоляції пластових вод у нафтових свердловинах. СЧЛ (суміш вуглеводнів з ароматичними і органічними кислотами густиною 1200—1280 кг/м3) нагнітають у привибійну зону водоносного пропластка, де проходить реакція з мінералізованою пластовою водою, густина якої 1150—1200 кг/м3.